# Riksväg 23
De Zweedse rijksweg 23 is gelegen in de provincies Skåne län, Kronobergs län, Kalmar län en Östergötlands län en is circa 407 kilometer lang. De weg volgt (onaangegeven) vanaf Malmö eerst de E22 tot Rolsberga en vervolgt daarna zijn eigen weg.

## Plaatsen langs de weg
- (Malmö)
- Snogeröd
- Gamla Bo
- Höör
- Tjörnarp
- Sösdala
- Tormestorp
- Hässleholm
- Stoby
- Ballingslöv
- Hästveda
- Osby
- Killeberg
- Älmhult
- Diö
- Liatorp
- Eneryda
- Vislanda en Grimslöv
- Växjö
- Braås
- Åseda
- Virserum
- Målilla
- Hultsfred
- Storebro
- Vimmerby
- Södra Vi
- Gullringen
- Kisa
- Rimforsa
- Brokind
- Bestorp
- Linköping

## Knooppunten
- E22
- Riksväg 17 bij Snogeröd
- Riksväg 13 bij Höör
- Riksväg 21 bij Hässleholm
- Länsväg 119: gezamenlijk tracé over zo'n 2 kilometer, bij Stoby
- Riksväg 19 bij Hästveda
- Riksväg 15 bij Osby
- Länsväg 121 bij Killeberg
- Länsväg 120 bij Älmhult
- Länsväg 124 bij Liatorp
- Länsväg 126 bij Vislanda/Grimslöv
- Riksväg 25/Riksväg 27 bij Växjö (over lengte van 4 kilometer gezamenlijk tracé van Riksväg 23, 25 en 27)
- Riksväg 37 en Riksväg 23 vanaf Växjö op zelfde tracé
- Riksväg 28/Riksväg 31
- Riksväg 37 (einde gezamenlijk tracé)
- Länsväg 125
- Riksväg 47 bij Målilla (ongeveer 3 kilometer zelfde tracé)
- Riksväg 34 vanaf Målilla tot aan eindpunt Riksväg 23 bij Linköping gezamenlijk tracé
- Länsväg 129 bij Hultsfred
- Riksväg 40 bij Vimmerby
- Länsväg 135
- Länsväg 134 bij Kisa
- Riksväg 34 loopt verder bij Linköping, einde tracé

Europese wegen:
E4 · E6 · E10 · E12 · E14 · E16 · E18 · E20 · E22 · E45 · E65
Riksvägar:
9 · 11 · 13 · 15 · 17 · 19 · 21 · 23 · 24 · 25 · 26 · 27 · 28 · 29 · 30 · 31 · 32 · 34 · 35 · 37 · 40 · 41 · 42 · 44 · 46 · 47 · 49 · 50 · 51 · 52 · 53 · 55 · 56 · 57 · 61 · 62 · 63 · 66 · 68 · 69 · 70 · 72 · 73 · 75 · 76 · 77 · 83 · 84 · 86 · 87 · 90 · 92 · 94 · 95 · 97 · 98 · 99